# Meeth
Meeth is een civil parish in het bestuurlijke gebied West Devon, in het Engelse graafschap Devon. In 2001 telde het civil parish 171 inwoners. De plaats is gelegen nabij de rivier de Torridge.